# Aero Mongolia
Sân bay quốc tế Thành Cát Tư Hãn 
Aero Mongolia là một trong những hãng hàng không lớn ở Mông Cổ. Trụ sở chính của nó là trên tầng thứ ba của Sân bay quốc tế Thành Cát Tư Hãn ở Ulan Bator. Hãng cung cấp các chuyến bay nội địa đến mười một điểm đến địa phương và các điểm đến quốc tế thường lệ Irkutsk, Nga và Hohhot, Urumqi ở Trung Quốc. Cơ sở chính của nó là Sân bay quốc tế Thành Cát Tư Hãn.
Hãng hàng không được thành lập vào năm 2001 và thực hiện chuyến bay đầu tiên của nó trong nước vào ngày 25 tháng 5 năm 2003. Hãng có 150 nhân viên (thời điểm tháng 12 năm 2010) và điều hành các chuyến bay trong 3 điểm đến quốc tế, và 12 điểm đến trong nước bằng máy bay riêng của ba chiếc Fokker 50 có 50 chỗ ngồi và được chế tạo vào năm 1992 và hai máy bay Fokker 100, mỗi chiếc có 100 chỗ ngồi và được sản xuất vào năm 1992. Hãng nhận được Fokker đầu tiên 50 tháng 5 năm 2003 và nhận được Fokker 100 trong tháng 1 năm 2006. Aero Mongolia đang hoạt động với sự hợp tác của các nhà sản xuất nổi tiếng thế giới, chẳng hạn như Pratt & Whitney service, AAP service, Fokker service, Rolls Royce, Dowty Propellers, Contact Air, Alteon Boeing, Honeywell, và Oxford Aviation Academy, và Học viện Hàng không Oxford. Ngày 22, năm 2008 Ủy ban Chất lượng Thế giới đã đánh giá nỗ lực của Aero Mongolia và trao giải thưởng uy tín 'Sao vàng trắng' ('White Golden Star') về tiêu chí giữ sự hài lòng của khách hàng ở mức cao, ở Paris, Pháp. Trước đây Aero Mongolia đã từng giành được giải thưởng "Sao Vàng năm 2006. Theo vụ sáp nhập với "Monnis Tập đoàn trong tháng 6 năm 2007, Aero Mongolia đã tăng cường quản lý của nó, để ổn định khả năng tài chính và bảo đảm an toàn chuyến bay.